# Pacôme le Grand
Pour les articles homonymes, voir Saint Pacôme.
Pacôme le Grand ou Pacôme de Tabennèse ou de Tabennêsis (en latin Pachomius Tabennisiensis ou Tabennensis ; parfois Pachôme, en copte égyptien : Ⲡⲁϧⲱⲙ Pachom signifiant « grand aigle » ou « faucon royal »), né en Thébaïde vers l'an 292, et mort vers le 9 mai 348, est généralement considéré comme le fondateur du cénobitisme chrétien, c'est-à-dire de la vie religieuse vécue en commun. 
Il est vénéré comme saint le 9 mai par l'Église catholique, et le 15 mai par l'Église orthodoxe, qui le considère aussi comme vénérable.

## Sources
Les sources sur la vie de Pacôme sont les suivantes (dans l'ordre approximatif de leur connaissance en Occident) :
- la Vita sancti Pachomii abbatis Tabennensis, texte latin dû au moine Denys le Petit (début du VIe siècle), qui est la traduction latine d'une Vie grecque antérieure (Patrologie latine de Migne, t. 73, col. 229-272) ;
- une Vie grecque attribuée traditionnellement (mais faussement) à Syméon Métaphraste (la Vie métaphrastique), traduite en latin par Gentien Hervet sous le titre Vita sancti Patris nostri Pachomii, traduction publiée notamment par Lorenz Sauer (Laurentius Surius, De probatis sanctorum vitis, Cologne, 1617, t. III, p. 195 sqq.). Cette Vie métaphrastique est en fait composée d'une Vie de Pacôme lui-même suivie d'épisodes de la vie de ses disciples. La comparaison avec le texte de Denys le Petit montre qu'elle se fonde sur le même modèle, mais en l'amplifiant considérablement.
- une Vie de saint Pacôme en grec publiée par les Bollandistes dans les Acta Sanctorum (Paris, 1866, t. III, p. 22-43, trad. lat. p. 295-333), compilation de manuscrits dont le principal est un manuscrit de Florence (Plut. XI, Cod. IX) du XIe siècle. Cette Vie est dérivée de la Vie métaphrastique.
- une collection de récits séparés publiée par les Bollandistes sous le titre Paralipomena de SS. Pacomio et Theodoro (loc. cit., p. 44-53, trad. lat. p. 333-345), suite de récits analogue à l'Histoire lausiaque, avec mêmes titres et même disposition des matières, probablement extraite de la Vie suivante ou de son prototype.
- une Vie du bienheureux Pacôme en grec conservée dans un manuscrit de Paris du Xe siècle (Paris. gr. 881 ; éditée par François Nau, Patrologia Orientalis, t. IV, fasc. 5, n°19, Brepols, Turhout, 1981).
- une Vie de Pacôme se trouvant dans un manuscrit palimpseste provenant du Mont Athos, où elle a été transcrite au XIVe siècle sur un texte sous-jacent du VIIIe siècle, manuscrit démembré et incomplet dont certains feuillets se trouvent à Paris (suppl. gr. 480), d'autres à Chartres (ms. n° 1754).
- les extraits d'une Vie de Pacôme cités par Nicon de la Montagne Noire (XIe siècle). Il s'agit apparemment de la Vie précédente.
- une Vie syriaque très ancienne, présente dans des recueils du VIIe siècle (not. le Paradisus Patrum réalisé par le moine nestorien Enanjésus du couvent de Beth 'Abhé pour le catholicos Mar Guiwarguis Ier [661-680]), traduction d'un original grec plus ancien (éditions : Paul Bedjan, Acta martyrum et sanctorum, t. V, Paris, 1895, p. 122-176 et 701-704 ; E. A. T. Wallis Budge, The Book of Paradise of Palladius, 2 vol. Londres, 1904 ; trad. franç. dans le vol. de la Patrologia Orientalis cité plus haut).
- plusieurs versions coptes (éditées par Émile Amélineau dans les Annales du Musée Guimet, t. XVII, Paris, 1889, p. 1-334, et dans les Mémoires de la Mission archéologique française au Caire, t. IV, Paris, p. 521-608). Ce sont des traductions du grec.
- une version arabe publiée et traduite par Émile Amélineau (Annales du Musée Guimet, ibid., p. 337-712), compilation récente.

Il faut y ajouter les récits de l'Histoire lausiaque, de Palladios (§ 32), en principe le plus ancien document, mais en fait cette compilation de récits a été très tôt complétée sans qu'on puisse distinguer ce qui vient de Palladios lui-même.
En fait, l'ensemble de ces documents semble être le produit de compilations successives de trois sources remontant au IVe siècle : 1. une Vie de Pacôme (en grec) ; 2. une Vie de Théodore (son disciple le plus célèbre) ; 3. un recueil d'Ascetica (c'est-à-dire d'épisodes tirés de la vie des ascètes).

## Vie
Au contraire de Paul de Thèbes et d'Antoine le grand, Pacôme, est né vers 292 dans un village des environs de Kénèh, à Kénoboskion (actuelle Nag Hammadi)  dans la Haute-Égypte qui connaît peu le monde grec. Pacôme  qui parle uniquement le copte, est d'origine modeste et élevé dans le paganisme. À vingt ans, il est enrôlé de force dans les armées impériales de Constantin contre les Perses. Vers 314, démobilisé et sans ressource, il est recueilli par des chrétiens à Thèbes. Le païen qu'il est, profondément touché par la charité et l'attention des chrétiens à l'égard de ceux qui souffrent, se convertit au christianisme et reçoit le baptême. Selon diverses traditions, il meurt soit le 3, le 8, le 9, le 14 ou le 15 mai 348 lors d'une épidémie qui frappe les monastères égyptiens à partir de Pâques 346.

## Naissance du cénobitisme
Vers 317, il se retire dans le désert et cherche l'initiation religieuse à l'école de Palémon (Palamos dans les textes grecs), un anachorète. Après avoir étudié sept ans auprès de Palémon, Pacôme entreprend de mener la vie d'ermite auprès d'Antoine le Grand jusqu'à ce que, selon la légende, il entende une voix dans le village de Tabennèse qui lui dit d'y fonder un couvent. Encouragé par Palémon, il fonde sa première communauté avec trois compagnons vers 320. De nombreux candidats se présentent. Quelques habitations et un oratoire sont construits, le tout entouré d'un mur, c'est le monastère de Tabennèse, sur une rive du Nil, entre la grande et la petite Diospolis (Thébaïde). Il s’agit d’un monastère double : la sœur de Pacôme, Marie, fonde en effet une communauté de femmes sur la rive opposée. Autour de Tabennèse, qui rassemble plusieurs centaines de disciples, Pacôme fonde encore de six à neuf monastères, selon les sources.

## Organisation
Pacôme est un bon organisateur. Ses moines sont groupés — une vingtaine de membres — sous la direction d'un préposé, assisté d'un second. Ils habitent sous le même toit, exercent le même travail (tailleur, tanneur, scribe, agriculteur, etc.), obéissent au préposé et observent un ordre du jour commun. Chaque groupe a son pavillon.

## Première règle cénobitique
Selon la tradition, il reçoit directement d'un ange une règle monastique. Sa règle, écrite d'abord en copte, est rapidement traduite en grec, syriaque, puis en latin par Jérôme de Stridon. Cela ne l'empêche pas de la modifier suivant les circonstances et les besoins. Mais les grands traits de la vie religieuse cénobitique s'y trouvent déjà :
- l'admission des recrues est précédée d'un examen (Pacôme s'en chargeait lui-même) ;
- un temps d'essai est prescrit durant lequel le candidat apprend à lire et écrire (noviciat) ;
- l'habit est uniforme, c'est celui des gens simples du pays ;
- toute possession est mise en commun ;
- aucun moine ne pouvait être prêtre, et si le candidat l'est déjà il sera traité comme les autres ;
- les repas sont pris en commun, avec jours de jeûne prescrits ;
- oraison commune, matin et soir. Le service divin (Opus Dei) en commun les dimanches et jours de fête ;
- obéissance stricte aux préposés de groupe ainsi qu'aux supérieurs du couvent, Pacôme gardant l'autorité suprême.

Cette réalisation de vie communautaire contrastait avec l'aspect charismatique et désordonné des anachorètes. Elle eut un grand retentissement en Orient comme en Occident. Au Ve siècle, Jérôme traduisit la règle de Pacôme en latin.

## Parmi les grands fondateurs
Comme Antoine le Grand est tenu pour l'instituteur de la vie monastique et érémitique, Pacôme est le patriarche des cénobites. C'est du moins la perspective latine. Pour les Grecs, le fondateur du monachisme érémitique est Chariton le Confesseur, dont le système des laures a été refondé par Sabas le Sanctifié, tandis que le fondateur du cénobitisme est Théodose le Cénobiarque.

#### Œuvres
- Œuvres de Saint Pachôme et de ses disciples, trad. Louis-Théophile Lefort, Louvain, Imprimerie Durbecq, coll. "Corpus Scriptorum christianorum orientalium", 1956.
- CPG 2353-2358.

#### Études
- Raymond Hostie, Vie et mort des ordres religieux, Paris, 1972.
- Placide Deseille, L'Esprit du monachisme pachômien, Abbaye de Bellefontaine, 1968.
- La vie de saint Pachôme selon la tradition copte. Editions de l'abbaye de Bellefontaine, 1984, collection Spiritualité orientale n° 38 (384 p.)